# 芒古縣

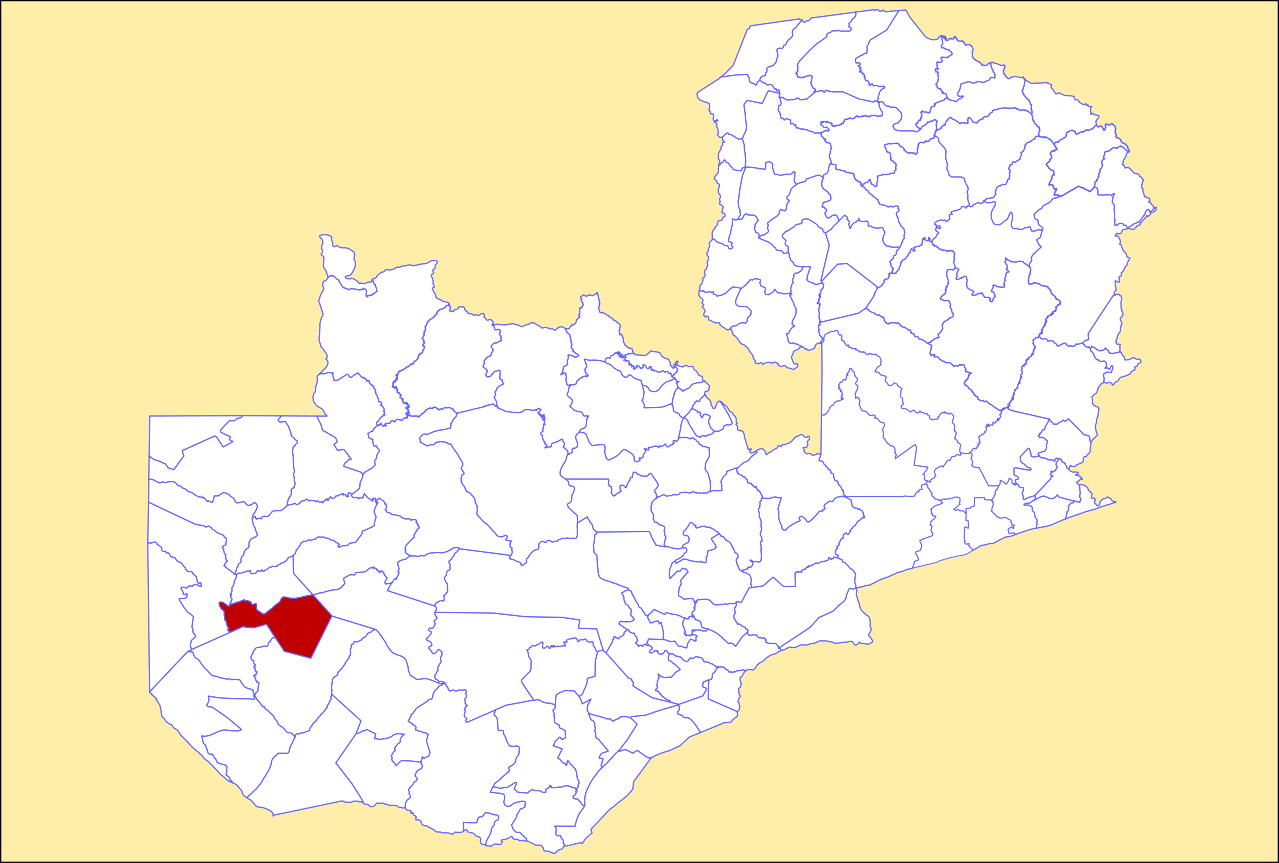

15°10′S 23°30′E / 15.167°S 23.500°E
芒古縣（英語：Mongu District），是贊比亞的縣份，位於該國西部，由西方省負責管轄，首府設於芒古，面積10,075平方公里，2010年該縣份人口179,585，人口密度每平方公里17.8人。